# ドク
『ドク』は、1996年10月17日から12月19日までフジテレビ系「木曜劇場」枠で放送された日本のテレビドラマ。

## 概要
主演は安田成美と香取慎吾。香取はベトナム人青年に扮した。今井美樹による主題歌『PRIDE』は、このドラマの高視聴率と連動し、最終的には160万枚を超えるヒット曲となり、自身2作目のミリオンセラーを達成している。
映像ソフトとしては、全4巻にまとめられVHSで発売となるが、2023年11月現在、DVDやBD化はされていない。

## あらすじ
長瀬雪は、ベトナムへ旅行した時にベトナム人青年・ドクと知り合う。帰国後、語学学校の日本語教師として就職した雪は、ドクと再会し、恋に落ちる。

## キャスト
- 長瀬雪〈29→30〉：安田成美
- グェン・フォン・ドク〈20〉：香取慎吾
- 雨宮学〈30〉：椎名桔平
- 李明（リーメイ）〈19〉：菅野美穂
- 朴昌兼（パク・チョンキョム）：相島一之
- 野村武：渡辺慶
- 長瀬奈津美：星野真理
- 坂田和也：高知東急
- 町田光雄：橋爪浩一
- 水島賢司：斎藤洋介
- 長瀬美智子：島かおり
- 長瀬達典：林隆三

## スタッフ
- 脚本：岡田惠和
  - 『ドク』角川書店、1996年12月。ISBN 978-4048730112。
- 演出：木村達昭、武内英樹、二宮浩行
- プロデュース：栗原美和子
- 音楽：野見祐二
- 主題歌：今井美樹「PRIDE」（フォーライフ・レコード）
- 制作著作：フジテレビ

## 放送日程
| 各話                                                       | 放送日   | サブタイトル                                                                       | 演出     | 視聴率 |
| ---------------------------------------------------------- | -------- | ---------------------------------------------------------------------------------- | -------- | ------ |
| 第1話                                                      | 10月17日 | ベトナムでの出会い、国境を超えた究極の愛の始まり…                                  | 木村達昭 | 19.8%  |
| 第2話                                                      | 10月24日 | 辛く厳しい現実 ボクハ、泣カナイ…                                                   | 木村達昭 | 16.3%  |
| 第3話                                                      | 10月31日 | 雨の中のデート二人だけの課外授業                                                   | 武内英樹 | 15.0%  |
| 第4話                                                      | 11月07日 | 二人だけの秘密 真夜中の個人授業                                                    | 武内英樹 | 15.3%  |
| 第5話                                                      | 11月14日 | 突然のキス! もう心に嘘はつけない                                                   | 木村達昭 | 14.6%  |
| 第6話                                                      | 11月21日 | 傷だらけの純情 これが僕の愛し方                                                    | 武内英樹 | 14.6%  |
| 第7話                                                      | 11月28日 | せつない関係、募る想いのすれ違い                                                   | 二宮浩行 | 15.8%  |
| 第8話                                                      | 12月05日 | 禁断の愛を告白ついに結ばれた夜…                                                    | 二宮浩行 | 15.5%  |
| 第9話                                                      | 12月12日 | 愛せない…もう夢なんかいらない!                                                     | 武内英樹 | 13.3%  |
| 最終話                                                     | 12月19日 | さよならドク 愛は国境をこえるか? 聖夜の奇跡を信じて…ドクから最後に感動のメッセージ | 木村達昭 | 15.9%  |
| 平均視聴率 15.8%（視聴率は関東地区・ビデオリサーチ社調べ） |          |                                                                                    |          |        |

- 初回・最終回は、22時3分 - 23時24分の27分拡大[1]。

## 受賞
- 第11回ザテレビジョンドラマアカデミー賞[2]
  - 主演男優賞（香取慎吾）
  - 主題歌賞（今井美樹）